# San Martín de la Vega del Alberche

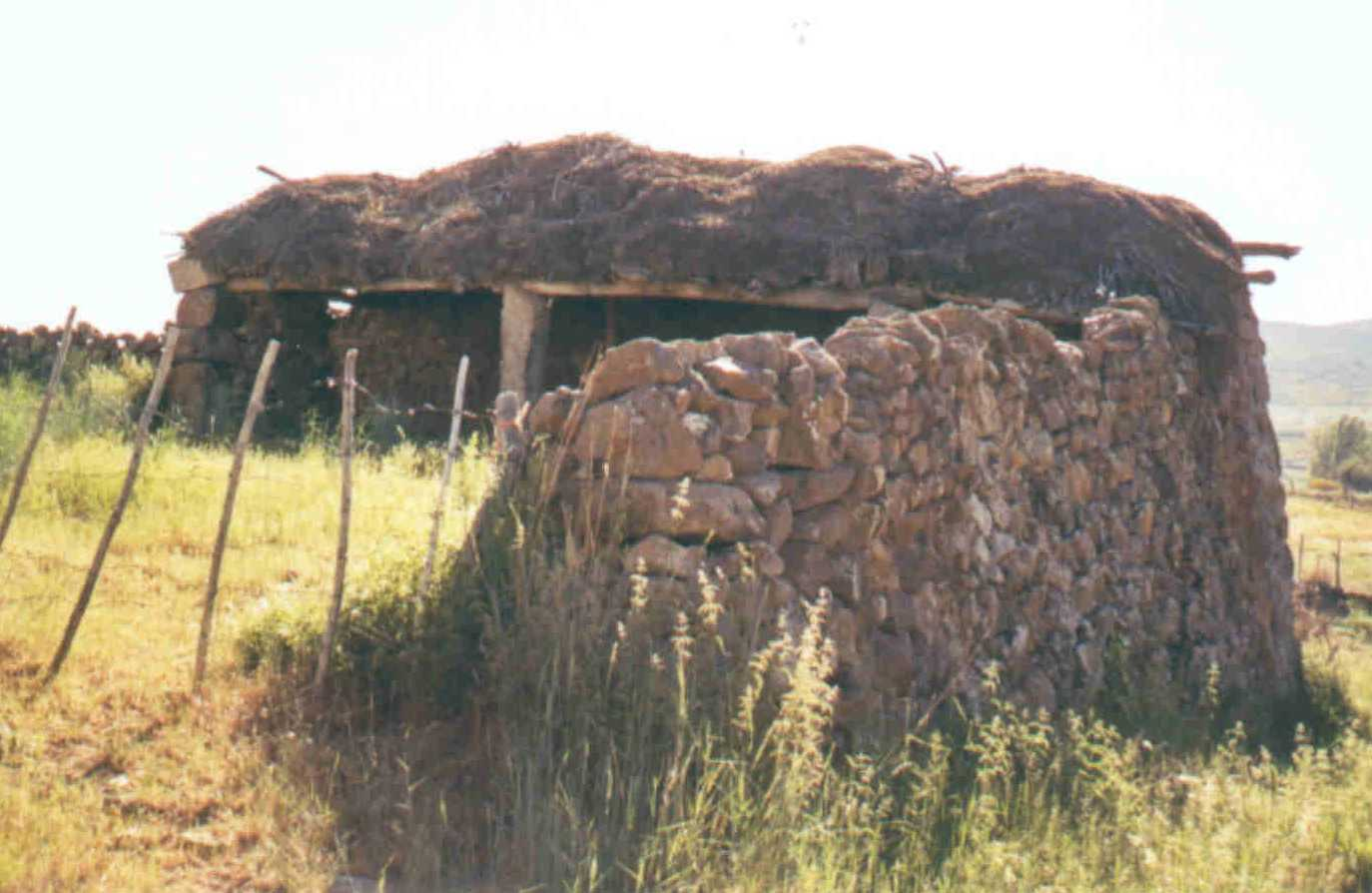
Ländliche Einfriedung (corral) mit Feldstein-Schuppen zum Unterstellen von Ochsenkarren und Arbeitsgerät

San Martín de la Vega del Alberche ist ein Ort und eine zentralspanische Berggemeinde (municipio) mit nur noch 153 Einwohnern (Stand: 2024) in der Provinz Ávila in der Autonomen Region Kastilien-León.

## Lage und Klima
Der ca. 1515 m hoch gelegene Bergort San Martín de la Vega del Alberche liegt auf dem Südabhang der Sierra de Villafranca im Quellgebiet mehrerer Bäche (arroyos), darunter auch des Río Alberche ca. 57 km südwestlich der Provinzhauptstadt Ávila. Das Klima im Winter ist kühl, im Sommer dagegen gemäßigt bis warm; die geringen Niederschlagsmengen (ca. 400 mm/Jahr) fallen – mit Ausnahme der nahezu regenlosen Sommermonate – verteilt übers ganze Jahr.

## Bevölkerungsentwicklung
| Jahr      | 1857 | 1900 | 1950 | 2000 | 2019 |
| Einwohner | 698  | 746  | 667  | 297  | 168  |

Aufgrund der Mechanisierung der Landwirtschaft, der Aufgabe bäuerlicher Kleinbetriebe und dem damit einhergehenden Verlust an Arbeitsplätzen ist die Bevölkerung der Gemeinde seit den 1950er Jahren konstant rückläufig.

## Wirtschaft
Das wirtschaftliche Leben der Gemeinde ist in hohem Maße agrarisch orientiert – früher wurden Getreide, Weinreben etc. zur Selbstversorgung angepflanzt; Gemüse stammte aus den Hausgärten und auch Viehzucht wurde betrieben. Seit den letzten Jahrzehnten des 20. Jahrhunderts spielt der ländliche Tourismus (turismo rural) eine immer bedeutsamer werdende Rolle im Wirtschaftsleben der Gemeinde.

## Geschichte
Obwohl der Ort zum ehemaligen Siedlungsgebiet der Vettonen gehörte, wurden bislang weder keltische, römische, westgotische oder maurische Funde entdeckt. Man muss daher annehmen, dass das hochgelegene Gebiet jahrhundertelang nur als Sommerweide diente und erst nach der Rückeroberung (reconquista) Ávilas im 11. Jahrhundert allmählich besiedelt wurde.

## Sehenswürdigkeiten
- Viele Häuser des Bergortes bestehen aus – später verputzten – Feldsteinen.
- Die Iglesia de San Martín Obispo ist dem hl. Martin von Tours geweiht; sie entstand im 16. Jahrhundert an der Stelle einer älteren romanischen Kirche, von der noch der Taufstein (pila bautismal) erhalten ist. Das auf der Südseite befindliche Portal ist durch eine offene Vorhalle (portico) geschützt. Das Kirchenschiff ist tonnengewölbt und hat kleine Fenster in den Bogenfeldern. Das Altarretabel (retablo) ist ein Werk des Spätbarock; andere Altäre befinden sich an den Seitenwänden der Kirche.[4]

Umgebung

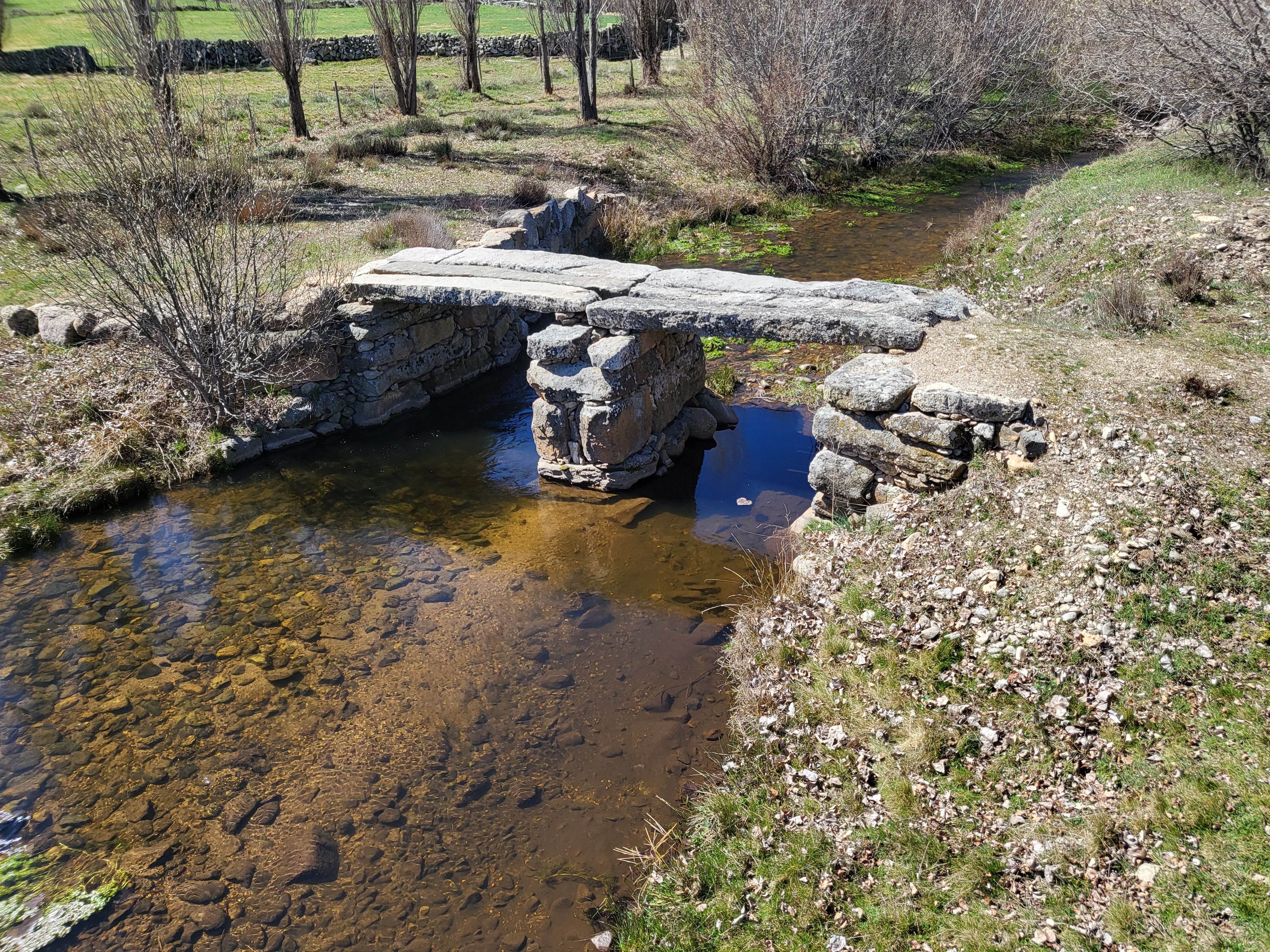
Steinplattenbrücke Puente Escobilla

- Das umgebende Bergland bietet zahlreiche Wandermöglichkeiten, darunter auch zur knapp 1800 m hoch gelegenen Quelle des Río Alberche.
- Auch eine Steinplattenbrücke ist zu sehen.[5]